# 포커 클럽
포커 클럽(The Poker Club)은 스코틀랜드에서 애덤 퍼거슨에 의해 만들어진 사교 모임으로, 스코틀랜드 민병대를 모집하기 위해 대중적 지지를 받으려는 목적으로 구성되었다.  1745년 이후 쟈코뱅 반란사건이후 스코틀랜드에는 에든버러를 중심으로 시민의 안전을 도모하려는 움직임이 태동하였다.  특히 애덤 스미스 이후의 상업 사회에서 육체적인 용기와 군대정신을 도입하기 위한 애덤 퍼거슨의 노력에 의해 구성되었다.  이러한 민병대는 평상시에는 민간인으로 활동하다가 전시에 참여하며, 정규군과 대비되는 개념이다.  이러한 정신적 공감대는 무기를 소유하는 것이 정당하다는 논리적 결과로 이루어져 무기의 소유를 자유의 개념으로 이해하게 되었다.